# بيزنس ستاندرد
بيزنس ستاندرد هي صحيفة يومية تصدر باللغة الإنجليزية الهندية تنشرها Business Standard Private Limited، وهي متوفرة أيضًا باللغة الهندية. تأسست في عام 1975، تقدم الصحيفة تغطية واسعة النطاق للاقتصاد الهندي، والبنية التحتية، والأعمال التجارية الدولية، وأسواق الأسهم والعملات، وحوكمة الشركات، بالإضافة إلى مجموعة من الأخبار والآراء والرؤى المالية الأخرى.
تأتي النسخة الرئيسية باللغة الإنجليزية من 12 مركزًا إقليميًا: مومباي، نيودلهي، كلكتا، بنغالور، كويمباتور، تشيناي، أحمد آباد، حيدر آباد، شانديغار، بونه، لكهنؤ، بوبانسوار، وكوتشي. وتصل إلى القراء في أكثر من 1000 بلدة ومدينة عبر الهند.